# George Barris (photographe)
Pour les articles homonymes, voir George Barris et Barris.
George Barris, né le 14 juin 1922 à New York et mort le 30 septembre 2016 à Thousand Oaks en Californie, est un photographe et journaliste américain, principalement connu pour ses photographies de l'actrice et chanteuse Marilyn Monroe,.

## Biographie
Né en 1922 de parents originaires de Roumanie, il se découvre une passion pour la photographie à l'âge de 6 ans, lorsque son frère aîné lui offre une caméra. Durant la Seconde Guerre mondiale, il exerce comme photographe dans l'armée américaine, immortalisant le général Dwight D. Eisenhower lors du défilé de la victoire à New York en 1945, avant de faire carrière comme photographe de plateau lors de tournages hollywoodiens. Son travail est peu à peu reconnu et il reçoit plusieurs commandes pour les magazines Cosmopolitan et Life. Il suit notamment Elizabeth Taylor et Richard Burton à Rome, où il réalise plusieurs clichés pour le tournage du film  Cléopâtre en 1963. Ses travaux comptent, entre autres, des participations lors de tournages de films de Marlon Brando, John Wayne ou encore Charlie Chaplin.
Il est principalement connu comme étant l'un des derniers professionnels à avoir immortalisé sur pellicule l'actrice Marilyn Monroe avant sa disparition. Barris rencontre Monroe en 1954 à New York, sur le tournage  du film Sept Ans de réflexion, marquant le début d'une franche amitié. Leur collaboration dure jusqu'au décès de l'actrice en 1962. En 1995, il publie un ouvrage retraçant ses dernières séances de photographie avec Monroe, intitulé Marilyn : Her Life in Her Own Words : Marilyn Monroe’s Revealing Last Words and Photographs. La toute dernière photo de l'actrice date du 13 juillet 1962 : elle est réalisée par Barris sur une plage de Santa Monica, lors d'une ultime séance intitulée The Last Photos. 
À la suite de la disparition de l'actrice, George Barris quitte les États-unis pour la France. Il s'établit à Paris et fonde une famille. Il ne revient dans son pays natal que vingt ans après la mort de Marilyn Monroe, en 1982.
George Barris s'éteint le 30 septembre 2016 à son domicile de Thousand Oaks en Californie, âgé de 94 ans.